# تعقيم (أحياء دقيقة)

جهاز لتعقيم الأدوات الجراحية مبنى الإدارة في سويسرا مؤسسة التمريض والمساعدات 1914-1918

التعقيم هو الإبادة الشاملة للجراثيم والتخلص من أشلائها، وعملية ازالة أو قتل مظاهر الحياة للكائنات الحية الدقيقة؛ وتشمل البكتيريا والفيروسات الموجودة على السطح، سطح جلد الإنسان أو أسطح أجهزة العمليات الجراحية بالأدوية أو السوائل المعقمة (أو بالإشعاع في حالة أجهزة العمليات الجراحية). وقد عرفته منظمة الصحة العالمية على أنه "مصطلح يشير إلى عملية التخلص أو قتل جميع أشكال الحياة و المواد العضوية الأخرى، مثل البريونات والفيروسات والتي لا تعتبر كائنات حية و لكنها ممرضات بيولوجية؛ بما فيها العوامل السارية مثل البكتيريا والفطريات والفيروسات والبريونات والأبواغ وحقيقيات النوى أحادية الخلية مثل المتصورة (بلازموديوم) الموجودة في مكان محدد؛ كالسوائل أو في المركبات مثل الأوساط البيولوجية.
يمكن تعقيم المواد المختلفة بواحدة أو أكثر من الطرق كالتسخين، أو استخدام الكيماويات أو والإشعاع، أو الضغط العالي، أو الفلترة، أو الترشيح. وقد تطور هذا المصطلح ليشمل تعطيل أو تدمير بعض الكائنات الحية الدقيقة التي ليست على قيد الحياة، ولكن وجودها يمكن أن يسبب ضررا خطيرا، مثل تليف الدماغ.
يختلف التعقيم عن التطهير والتصحيح والبسترة وذلك أن التعقيم يقتل أو يعطل أو يتخلص من جميع أشكال الحياة والعوامل البيولوجية الأخرى.

## التطبيقات

### الغذاء
أجريت أولى محاولات التعقيم من قبل نيكولاس أبرت الذي اكتشف إن تعريض الأطعمة للحرارة لمدة من الزمن كفيل بإبطاء تعفن الأطعمة والعديد من السوائل و حفظهم للاستهلاك الآمن لمدة أطول من الزمن المعتاد.
تعليب المواد هو امتداد لنفس المبدأ وهو يساعد على التقليل من التسممات الغذائية ومن الطرق المستخدمة لتعقيم الأغذية أيضا إشعاع الأغذية والضغط العالي.

### الطب و الجراحة

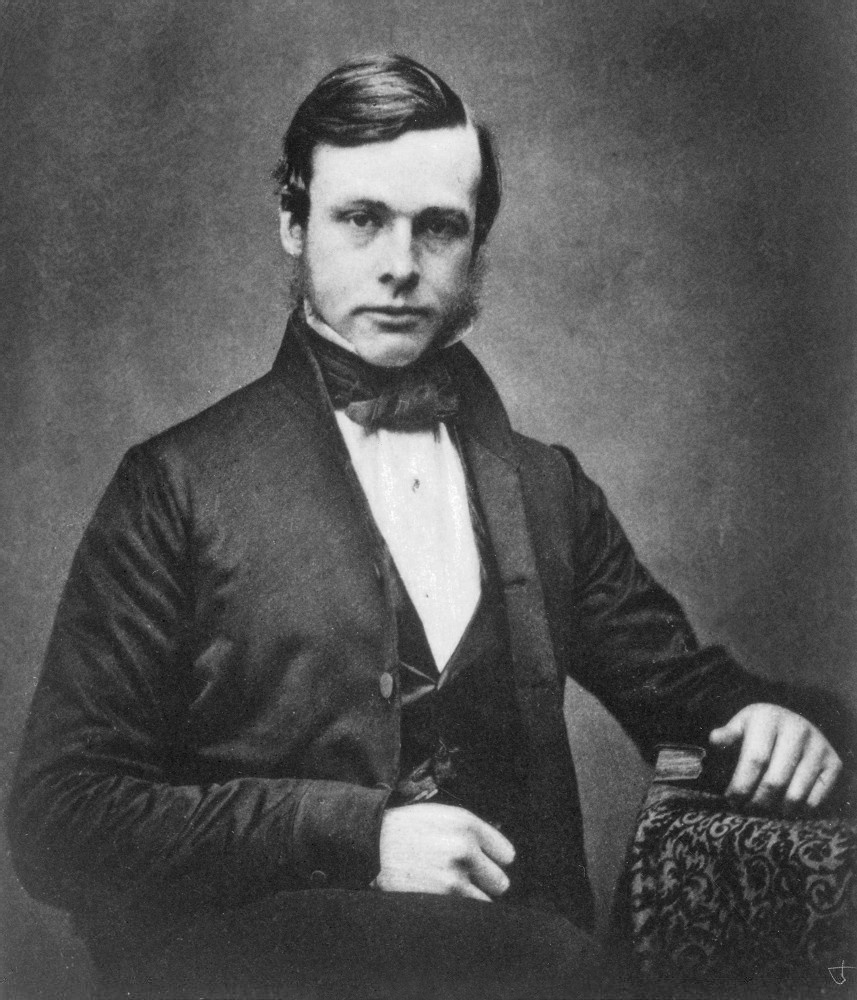
جوزيف ليستر رائد إجراء الجراحة المطهرة

بصورة عامة يجب تعقيم جميع الأدوات الجراحية والأدوية الواجب ادخالها إلى جزء معقم من الجسم (مثل مجرى الدم والتي تخترق الجلد) يجب تعقيمها. مثال على هذه الادوات تشمل المشارط، وإبر الحقن، وأجهزة ضبط نبضات القلب الاصطناعية. وتعد عملية التعقيم أساسية في تحضير الأشكال الصيدلانية الحقنية.

### المَركبات الفضائية
هناك قوانين صارمة لحماية أجسام النظام الشمسي من التلوث بالمواد العضوية من كوكب الأرض والمعايير تختلف تبعا لنوع المهمة ومكانها المقصود، حيث كلما زادت احتمالية وجود حياة على كوكب ما تزداد شدة وصرامة المتطلبات المتبعة.
العديد من الأجزاء المستخدمة في المركبات الفضائية لا تحتمل درجات الحرارة العالية بالتالي يتم استخدام تقنيات لا تتطلب درجات حرارة عالية جدا، فمثلا يمكن استخدام تسخين بحدود 120 درجة سلسيوسية على الأقل، أو التعقيم الكيميائي كالأكسدة، أو الإشعاع، أو الأشعة فوق البنفسجية.

## المقاييس

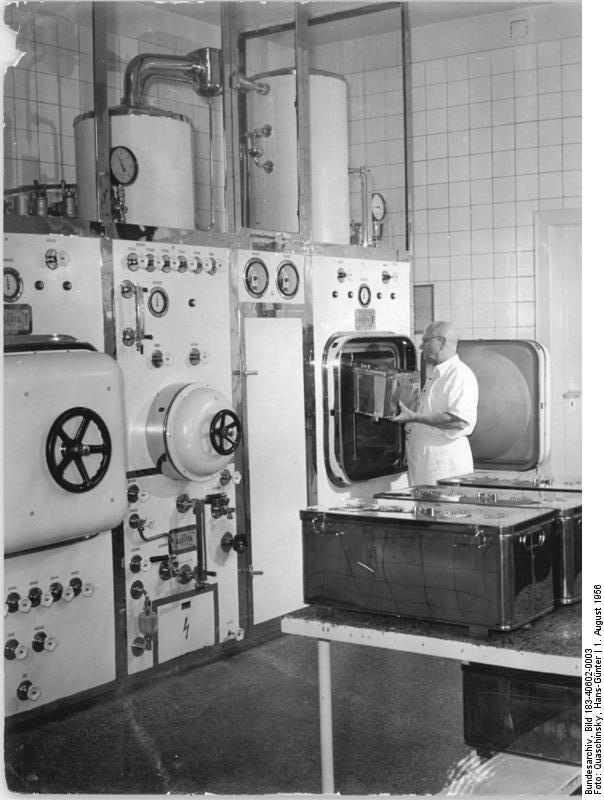
جهاز كبير للتعقيم من ألمانيا عام 1956.

الهدف من عملية التعقيم هو تقليل العدد الابتدائي للميكروبات أو الممرضات الخطرة الأخرى. درجة التعقيم يعبر عنها بمضاعفات وقت الاختزال العشري أو قيمة دال (د) وهي تعبر عن الوقت المطلوب لتقليل العدد الابتدائي ( ع₀) إلى عُشر قيمته. أي أن العدد النهائي (ع) بعد مُضي وقت التعقيم (ز) هو:
ع / ع₀ = (10)^(د/ز)
القيمة د هي اقتران خاص يختلف حسب نوع الميكروب ودرجة الحرارة ونشاط الماء ودرجة الحموضة، إلخ...
للتعقيم البخاري عادةً ما تُعطى الحرارة بالسليسيوس.
نظريا فإن احتمالية نجاة الكائن الحي لا يمكن أن تكون صفر ولتعويض هذا النقص في فرص التعقيم الكامل يتم استخدام طريقة القتل الكلي ويتم من خلالها التعقيم لمدة أطول من الوقت المطلوب للقضاء على العبء البكتيري الموجود على أو في المادة المراد تعقيمها وبهذه الخطوة يتم تحقيق درجة تعقيم مضمونة أعلى ولكنها مساوية لاحتمالية تعقيم وحدة غير معقمة.
للتطبيقات عالية الخطورة مثل الأدوات الطبية والحقن يتم تحقيق درجة تعقيم مضمونة لا تقل عن 10−6 حسب منظمة الغذاء و الدواء في الولايات المتحدة الأمريكية.

## التعقيم الحراري

### البخار

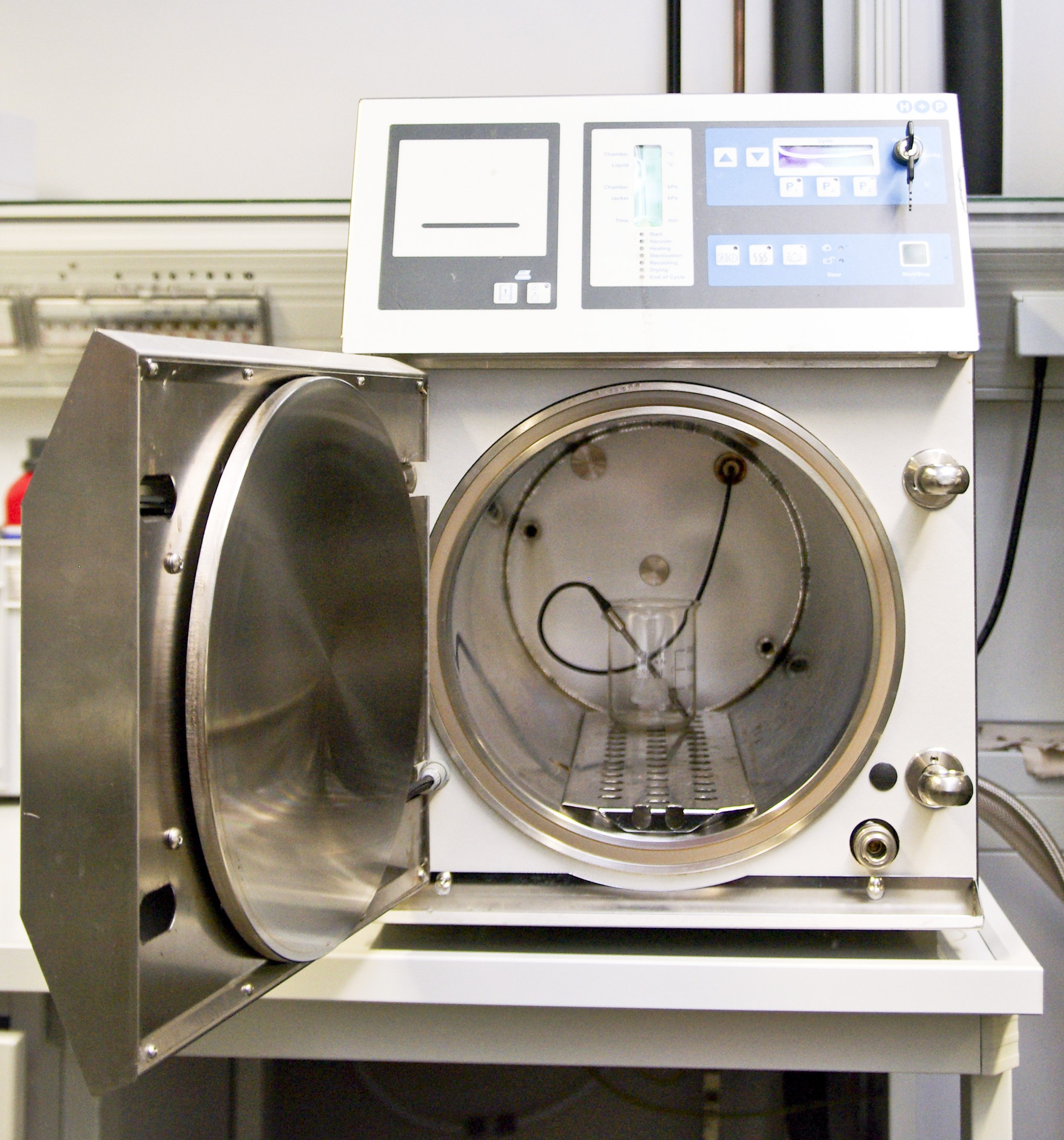
موصدة أمامية التعبئة

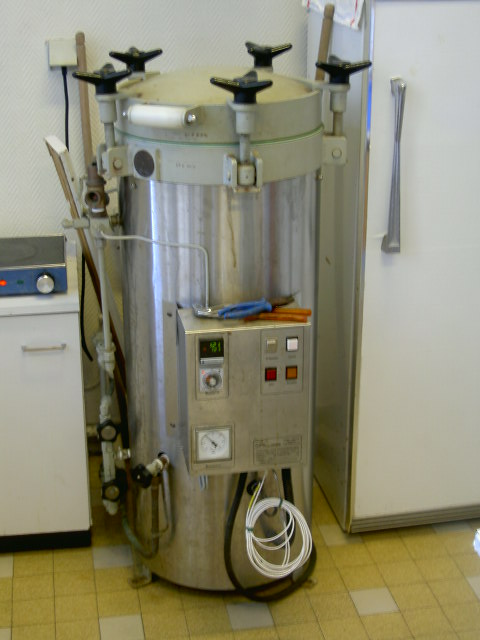
التعقيم بالبخار تحت ضغط.

طريقة شائعة الاستخدام للتعقيم الحراري هي الموصدة (جهاز للتعقيم) ويسمى احيانا بالمعقم البخاري أو المحول. الموصدة تستخدم بخار مسخن بدرجة حرارة 121-134 مضغوط. للوصول إلى التعقيم يتم ادخال القطعة المراد تعقيمها إلى داخل حجرة الموصدة ويتم تسخينها عن طريق البخار المحقون حتى تصل إلى نقطة الزمن ودرجة الحرار المثبتة ويتم ترك القطعة عند هذه الدرجة لمدة من الزمن وتختلف هذه المدة الزمنية تبعاً للعبء البكتيري الموجود على القطعة ومقاومتها للتعقيم البخاري (قيمة دال)، و هناك فترة زمنية عامة هي 20 دقيقة على درجة حرارة 121 سيلسيوس وضغط 100 كيلو باسكال وهذه القيم كافية لتحقق درجة تعقيم مؤكدة قيمتها 10^(-4) لمنتج يحتوي على عبء بكتيري مقداره 10^6 وقيمة د=2.0 دقيقة. بعد إجراء التعقيم يتم تبريد السوائل في الموصدة المضغوطة تدريجياً لتجنب غليانها بدرجة عالية عند تحرير الضغط ويتم ذلك عن طريق تحرير الضغط تدريجياً من الموصدة والسماح للسوائل بالتبخر تحت ضغط سالب اثناء تبريد محتوياتها.
المعالجة الملائمة بالموصدة يمكنها تعطيل جميع أبواغ البكتيريا والبكتيريا المقاومة والفطريات والفيروسات ولكن من غير للمتوقع أن تكون قادرة على التخلص من جميع البريونات التي تختلف في درجة مقاومتها وللتخلص من البريونات هناك توصيات باستخدام درجة حرارة 121-132 سليسيوس لمدة 60 دقيقة أو 134 سليسيوس لمدة 18 دقيقة على الاقل.
إن البريونات المسببة للقعاص 236 ك يمكن قتلها بسرعة باستخدام هذه الطريقة ولكن الانواع الأخرى المسببة للقعاص وجنون البقر وكروتزفيلد جاكوب فهي أكثر مقاومة ولا يمكن قتلها بهذه الطريقة بفعالية وتم توضيح ذلك من خلال استخدام فئران التجارب حيث تبين ان تسخين الانسجة الدماغية المصابة ببريونات جنون البقر لدرجة حرارة 134-138 لمدة 18 دقيقة نتج عنه فقط نقصان بقيمة 2.5 درجة لوغاريثمية في عدوى البريونات.
معظم الموصدات تحتوي على مقاييس ومخططات تسجيل وتَعرض معلومات متعلقة بدرجة الحرارة والضغط كاقتران مع الوقت ويتم التأكد من المعلومات لضمان تحقيق الظروف الملائمة للتعقيم ويتم تثبيت شريط مؤشر على العبوات قبل وضعها في الموصدة وبعض العبوات تحتوي على المؤشر ذاتياً ويتغير لون المؤشر عند تعرضه للبخار مزوداً بتثبيت لوني مرئي.
يمكن استخدام المؤشرات الحيوية للتحقق من عملية التعقيم. هناك بعض المؤشرات الحيوية البسيطة المتوفرة تجاريًا والمبنية على الأبواغ البكتيرية ومعظمها تحتوي على البكتيريا العصوية الدهنية اليفة الحرارة التي تعتبر مضادة للحرارة والمقاومة بشكل كبير للتعقيم البخاري.
هناك أشكال عدة للمؤشرات الحيوية والتي قد تكون على شكل قوارير تحتوي الأبواغ في وسط سائل أو أشرطة ورقية عليها أبواغ محفوظة داخل أغلفة عازلة ويتم وضع هذه المؤشرات في موقع يصعب على البخار الوصول إليه لضمان وصول البخار إلى هذه المناطق.
عند إجراء التعقيم داخل الموصدة فإن عملية التنظيف هي أساسية لأن المواد العضوية الخارجية أو السخام تعزل الكائنات الدقيقة من وصول البخار إليها. عملية التنظيف الجيد تتم من خلال الكشط الفيزيائي أو الموجات فوق الصوتية أو الصوتنة أو نبضات الهواء.
الطبخ داخل وعاء مضغوط (حلة ضغط) والتعليب هما وسيلتان تشبهان التعقيم داخل الموصدة وعند اجرائهما بطريقة صحيحة يمكنهما تعقيم الطعام.
التعقيم البخاري الرطب يدمر الكائنات الحية الدقيقة عن طريق تعطيل الجزيئات الكبيرة خاصة البرويتينات وهي أسرع من التعقيم بالهواء الجاف.

### الحرارة الجافة

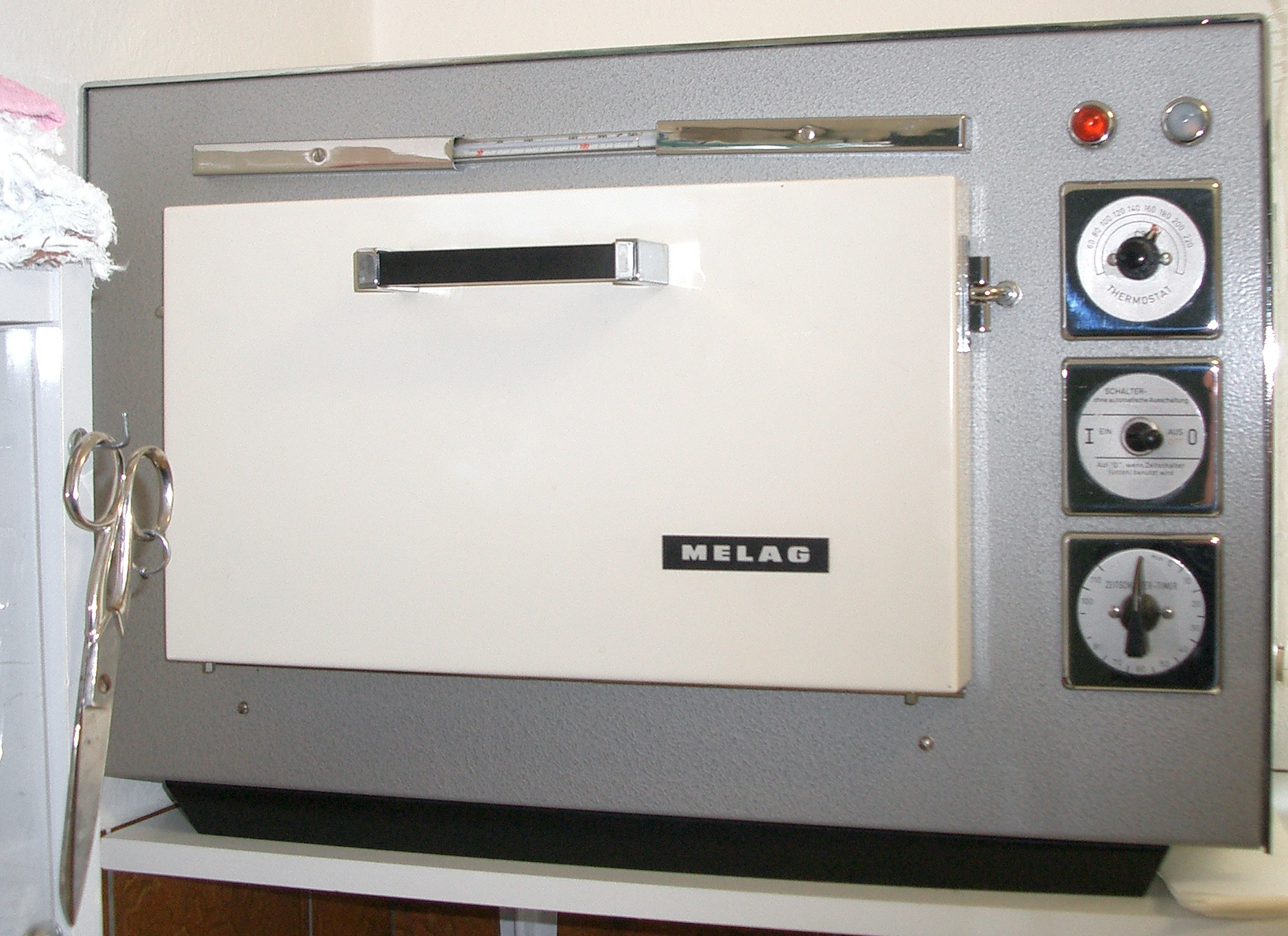
آلة التعقيم بوساطة الهواء الجاف

هي أول طريقة للتعقيم وهي تستغرق وقتاً أطول من التعقيم الحراري الرطب. إن تدمير الكائنات الحية الدقيقة من خلال هذه الطريقة هي ظاهرة تدريجية حيث عند زيادة التعرض لدرجات الحرارة المميتة فإن عدد الكائنات الدقيقة يزداد المقتولة.
الضخ الإجباري للهواء الساخن يمكن ان يستخدم لزيادة سرعة انتقال الحرارة إلى الكائن ويقلل درجة الحرارة والوقت اللازمان للوصول إلى التعقيم. عند درجات الحرارة المرتفعة يقل الوقت المطلوب لقتل الكائنات الحية الدقيقة بالتالي هذا يقلل من فرصة الفساد الحراري المحفز للطعام.
إن الضبط المعياري لفرن الهواء الساخن هو ساعتين على الأقل على درجة حرارة 160 سيليسيوس. وطريقة التسخين السريعة على درجة حرارة 190 لمدة 6 دقائق للأجسام غير المغلفة و12 دقيقة للأجسام المغلفة.
لهذه الطريقة ميزة تعقيم البودرة والمواد المستقرة حرارياً التي تتأثر بشكل سلبي من البخار (لا يسبب صدأ للمواد الفولاذية).

### التعريض للهب
ويتم اجراءه داخل مختبرات علم الأحياء الدقيقة لتعقيم الأسلاك المستقيمة والعروات حيث يتم تثبيت العروة داخل لهب موقد بنسن، أو موقد كحولي حتى تضيء باللون الأحمر دلالةً على أن جميع المسببات المَرضية قد تم تثبيطها، وتستخدم عادة لتعقيم الأجسام الزجاجية أو المعدنية الصغيرة، ولكن ليس للاجسام الكبيرة، ولكن العائق انه في اثناء التسخين الابتدائي فإن الميكروبات قد تتطاير عند تعرضها لوهج اللهب عن سطح السلك مما تلوث الأسطح المجاورة، لهذا قد تم تصميم مسخنات خاصة محاطة بقفص ساخن لحماية الأسطح المجاورة ومنع تلوثها، ومن المعيقات الأخرى هي ترسُّب الكربون أو أي بقايا أخرى على الجسم المعقم إذا لم يتم التسخين لوقتٍ كافٍ. يمكن إحداث تغيير في الطريقة بغمس الجسم المراد تعقيمه بإيثانول تركيز 70% أو أعلى ومن ثم تعريضه للهب بنسن قليلا. اشتعال الكحول وافوله بسرعة يقلل من فرص ترسب الكربون أو غيره مقارنة بتعريض الجسم للهب فقط.

### الترميد
عملية الترميد هي عملية معالجة المخلفات وتتضمن احتراق المواد العضوية الموجودة في النفايات. وتحول هذه العملية أي كائن حي إلى رماد وتستخدم لتعقيم النفايات الطبية والمخاطر الجرثومية الأخرى قبل التخلص منها مع النفايات الأخرى غير الخطرة. ترميد البكتيريا يتم داخل أفران تقتل جميع أنواع الميكروبات الدقيقة التي قد تكون موجودة على العروات السلكية الملقحة أو الأسلاك.

### التندلة
عملية التندلة وسميت كذلك نسبة إلى العالم جون تيندال وهي عملية تعقيم مطلقة ومطولة صُممت لتقليل نشاط البكتيريا المنتجة للأبواغ-المتبقية بعد الغليان البسيط بالماء. تتضمن هذه العملية غلي المواد لفترة (يفضل 20 دقيقة) تحت الضغط الجوي ومن ثم تبريدها ثم تركها (فترة حضانة) لمدة يوم كامل وإعادة العملية من 3-4 مرات. فترة الحضانة لمدة يوم تسمح بنمو الابواغ المقاومة للحرارة، وتسمح لعملية الغلي المسبقة ان تبرز لتكوّن بكتيريا حساسة للحرارة في طور النمو والتي يمكن قتلها بعملية الغلي التالية.
إن هذه العملية فعالة لأن العديد من الأبواغ يتم تحفيزها للنمو عن طريق الصدمة الحرارية وهذه الطريقة تعمل فقط في الاوساط التي تدعم النمو البكتيري ولن تقوم بتعقيم المواد الغير غذائية مثل الماء. عملية التندلة غير فعالة للتخلص من البريونات.

### معقمات الخرز الزجاجي
وتعمل عن طريق تسخين الخرز الزجاجي إلى درجة 250 سيليسيوس، ويتم غمر الآلات بين الخرز الزجاجي الذي يسخن الأجسام و يكشط الأوساخ عن أسطحها. وقد كانت هذه الطريقة شائعة الاستخدم في عيادات أطباء الأسنان والمختبرات البيولوجية. ولكن لم يتم الموافقة عليها من قبل إدارة الغذاء والدواء الأمريكية ومراكز مكافحة الأمراض واتقاءها منذ عام 1997 لتستخدم كمعقمات، لكنها ما زالت شائعة الاستخدام في عيادات الأسنان في أوروبا وإسرائيل على الرغم من عدم وجود دليل توجيهي يستند إلى دليل علمي لاستخدام هذه المعقمات.

## التعقيم الكيميائي

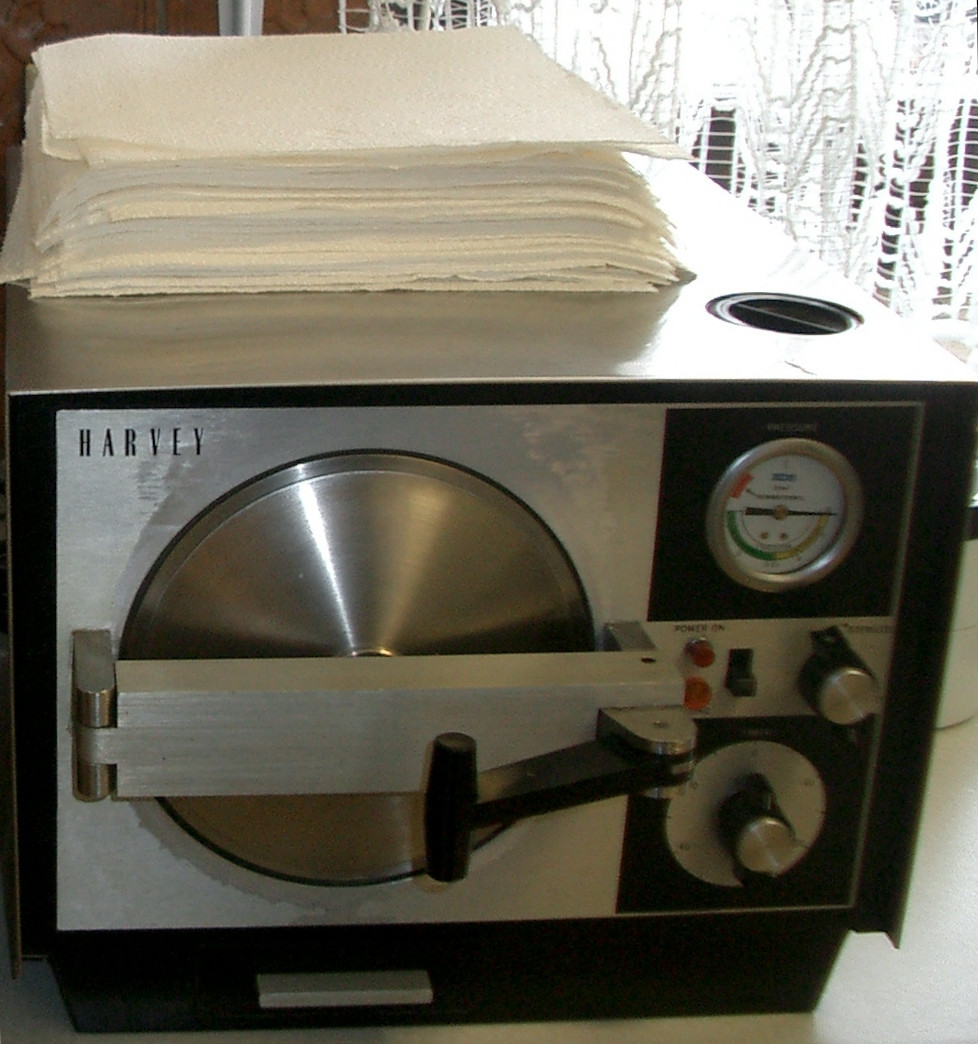
موصدة كيماوية

يمكن استخدام المواد الكيماوية للتعقيم؛ فعلى خلاف التسخين الذي يعد طريقة جيدة للتخلص من جميع الكائنات المعدية إلا أنه لا يمكن استخدامه للأجسام الحساسة للحرارة مثل الأنسجة، والعدسات، والكهربائيات والمواد البلاستيكية؛ ففي هذه الحالة الكيماويات سواء أكانت غازية أم سائلة، يمكن استخدامها كمعقمات، حيث استخدام المعقمات الكيميائية الغازية أو السائلة تُجنب مشكلة الضرر الحراري. ويجب التأكد من تلائم القطع المراد تعقيمها مع طبيعة المعقم حتى لا تتضرر، وعلى الرغم من قدرة الكيماويات على التعقيم بكفاءة عالية لامتلاكها خواص قائلة للجراثيم إلا ان هذه الخواص نفسها تجعلها مضرة للبشر لذلك فإن استخدامها يشكل تحديدا في بيئات العمل المختلفة.

### أكسيد الايثيلين
أكسيد الايثيلين هو غاز يستخدم على نطاق واسع لتعقيم المواد الحساسة للحرارة الأعلى من 60° درجة سلسيوسية أو الإشعاع مثل: البلاستيك والبصريات والأجهزة الكهربائية. يعد استخدام اكسيد الإيثيلين من أكثر طرق التعقيم انتشارا إلى جانب التعقيم الحراري أو الإشعاعي حيث إنه يستخدم لأكثر من 70% من عمليات التعقيم و50% من عمليات تعقيم للأجهزة الطبية القابلة للتخلص منها.
عملية المعالجة بأكسيد الإيثيلين تتم عادة على درجة حرارة تتراوح بين 30°درجة سلسيوسية إلى 60°درجة سلسيوسية مع رطوبة نسبية أعلى من 30% و تركيز الغاز يتراوح بين 200 -800 مغ⁄لتر، وتتم علمية المعالجة لمدة ثلاث ساعات على الأقل. أكسيد الايثيلين يَنفُذ عبر المواد بشكلٍ جيد، حيث يمكنه اختراق الورق والقماش وبعض الأشرطة البلاستيكية، وهو على درجة عالية من الفعالية حيث بإمكانه قتل جميع أنواع الفيروسات المعروفة، والبكتيريا بما فيها الأبواغ الجرثومية، والفطريات. وهو متلائم الاستخدام مع معظم المواد حتى مع تكرار الاستخدام، ولكن على الرغم من ذلك فله خواص أخرى عديدة فهو قابل للاشتعال بشدة وله سمية عالية وخواص مسرطنة وأعراض جانبية تؤثر على الإنجاب. عند الانتهاء من التعقيم يجب القيام بعملية التحقق الحيوي للتأكد من نجاح عملية التعقيم أو حاجتها للإصلاح أو فشلها.
عملية التعقيم الاعتيادية تتكون من المراحل التالية:
- مرحلة التحضير.
- مرحلة التعرض للمعقم.
- ومرحلة ما بعد التعقيم: يتم فيها التخلص من بقايا غاز أكسيد الإيثيلين، والمواد الجانبية، وغليكول الإيثيلين، وثنائي كلورو ايثانول (ethylene chlorohydrine).

إن أهم طرق التعقيم باستخدام غاز أكسيد الإيثيلين هي:
1. طريقة الحجرة الغازية.
2. الجرعة الميكرونية.

للاستفادة من وفورات الإنتاج عند استخدام أكسيد الإيثيلين قد جرت العادة على القيام بغمر حجرة كبيرة بمزيج من غاز أكسيد الإيثيلين وغازات أخرى كمواد مخففة مثل كلوروفلوروكربون CFCS، وثنائي أكسيد الكربون، إلا أن لهذه الطريقة عيوب عدة تشمل تلوث الهواء بغازات الكلوروفلوروكربون وأكسيد الإيثيلين وتعرض القائم على العملية لمخاطر صحية، إضافة إلى تكلفة تدريب العامل، وقابلية الغاز للاشتعال وتتطلبه بالتالي لعمليات نقل وتخزين خاصة.
غاز أكسيد الإيثيلين يستخدم على نطاق واسع من قبل مصنعي الأجهزة الطبية لعمليات التعقيم واسعة النطاق، ولكن أصبح استخدامه اقل شيوعاً في المستشفيات كون غاز أكسيد الإيثيلين سريع الانفعال على التراكيز من 3% إلى 100%. كانت الطريقة التقليدية تقوم بتزويده بغاز خامل حامل له مثل غازات كلوروفلوركربون. ولكن تم منع استخدام هذه الغازات لما لها من خطورة على نضوب الأوزون وتم استبدال هذه الطريقة واستخدام أنظمة تحتوي على غاز أكسيد الايثيلين بنسبة 100% بدلًا منها لما لها من فائدة تجارية عالية لارتفاع ثمنها مقارنة بالمزيج المخفف القديم.
في المستشفيات يتم استخدام خرطوشة أحادية غاز أكسيد الايثيلين،3M's Steri-Vac line, أو STERIS Corporation's Stericert sterilizers  بسبب تلاؤمها وسهولة استخدامها مقارنة بأسطوانات الغاز الأقدم. وهناك طريقة أخرى تستخدم ما نسبته 100% من غاز أكسيد الايثيلين، تُسمى طريقة الجرعة الميكرونية والتي تم تطويرها بأواخر 1950 باستخدام حقيبة مصممة خصيصا لاستبعاد استخدام حجرات كاملة مملوءة بالغاز. وتسمى هذه الطريقة أيضا بالتعقيم بانتشار الغاز أو التعقيم بالحقيبة، وتقلل هذه الطريقة من كميات الغاز المستخدم.
ومن الأسباب الأخرى لعدم استخدام غاز أكسيد الايثيلين هي أضراره الصحية. وبالإضافة إلى كونه مهيج أساسي فقد تصنيفه من قبل الوكالة الدولية لأبحاث السرطان IARC على أنه مادة مسرطنة بشرية. ولقد حددت إدارة السلامة والصحة الأمريكية (أوشا) حد التعرض المسموح به: 1 جزء من مليون وتم حسابه على مدة ثمان ساعات وبمعدل كتلة [29 CFR 1910.1047]. وقد حددت جزء من مليون لمدة 15 دقيقة. أما الجرعة المهددة فوريا للحياة والصحة المحدد من قبل المعهد الوطني للسلامة والصحة المهنية NIOSH فهي 800 جزء من مليون. قيمة العتبة لرائحة أكسيد الايثيلين هي 500 جزء من مليون، وبالتالي لا يمكن الشعور به إلا على تراكيز أعلى من حد التعرض المسموح به. إدارة السلامة و الصحة المهنية توصي بمتابعة أنظمة الضبط المستمر لتراكيز الغاز لحماية العاملين من الغاز عند استخدامه للتعقيم. سجلات الموظفين الطبية يجب الاحتفاظ بها أثناء التوظيف وبعد إنهاء العمل لمدة 30 سنة.

### ثنائي أكسيد النيتروجين
هو غاز معقم سريع وفعال ضد نطاق واسع من الميكروبات من بكتيريا وفيروسات وأبواغ. الصفات الفريدة التي يتميز بها تسمح بعملية التعقيم داخل مساحات مغلقة على درجة حرارة الغرفة وضغط الغرفة الاعتيادي. ألية القتل هي تكسير جزيئات الحمض النووي DNA داخل لب الأبواغ عن طريق نترجة السلسلة الفوسفاتية. هذه العملية من إبطال الحمض النووي تحدث عند تراكيز منخفضة أيضا. درجة غليان ثنائي أكسيد النيتروجن هي 21 درجة سلسيوسة عند مستوى سطح البحر وهذا بدوره يشكل ضغط بخار نسبي مشبع بدرجة عالية ولهذا يمكن استخدام ثنائي أكسيد النيتروجين السائل كمصدر مثالي لغازه المعقم. ثنائي اكسيد النيتروجين السائل يرمز له أحيانا باسم المركب الثنائي رباعي أكسيد ثنائي النيتروجيني (N2O4). إن التراكيز القليلة المستخدمة والضغط البخاري العالي تضمن عدم حدوث تكاثف على الأجهزة المعقمة وهذا يعني أنه لا داعي لتهوية الأجهزة فورا بعد عملية التعقيم. وهو أقل ايذاءً من الغازات الأخرى ويتلائم مع معظم الأدوات الطبية واللواصق.
تعد أبواغ البكتيريا العصوية الدهنية أليفة الحرارة أكثر الكائنات مقاومة للتعقيم بغازيّ ثنائي أكسيد النيتروجين وفوق أكسيد الهيدروجين والبخار لذلك تم توظيفها كمؤشر حيوي في عملية التعقيم (نسبة وجودها أم عدمه مقياس لكفاءة عملية التعقيم ومرجع في الاختبارات المختلفة). عملية القضاء على هذه الأبواغ بغاز ثاني أكسيد النيرتوجين تتم سريعا وفقا لأسلوب لوغاريثمي خطي (وهو الشكل المثالي لمختلف عمليات التعقيم). وقد تم توضيح ذلك في مختبر Noxilizer في بالتيمور. في دراسات عديدة مدعومة بتقارير منشورة من مختبرات أخرى. من مميزات هذا الغاز أيضًا هي القدرة على التخلص السريع من بقايا الغاز بعد انهاء عملية التعقيم بواسطة التهوية للأماكن المغلقة التي تم إجراء التعقيم فيها. وأيضا من مميزات هذا الغاز هي توفير الوقت حيث يمكن إجراء عمليات التعقيم لفترة أقصر نتيجة خواص القتل السريع والقدرة على التخلص السريع من الغاز وتقليل السمية الناتجة عن المواد الكيماوية لأنه لن يتبقى إلا مستويات قليلة جدا من الغاز بعد عمليات التهوية مقارنة بعمليات التعقيم الأخرى.

### الأوزون
يستخدم غاز الأوزون لعمليات تعقيم الماء والهواء وأيضا لتطهير الأسطح فهو يمتاز بقدرته على أكسدة المواد العضوية ولكنه في الجهة المقابلة يعد غاز سام وغير مستقر لذلك وجب انتاجه في موقع التعقيم وهذا يحد من استخدامه في بعض الصناعات.
للاوزون العديد من الإيجابيات كغاز معقم فهو يمتلك خصائص مؤكسدة عالية (E = 2.076) وبالتالي له القدرة على تدمير مدى واسع من الجراثيم الممرضة بما فيها البريونات بالتالي فهو يغني عن عملية قتل مواد سامة خطرة حيث يتم انتاجه داخل الموقع من اكسجين ذي درجة طبية. ولقوة الأوزون العالية كمادة مؤكسدة لديه فائدة عظيمة فهو يُسهل عملية التخلص منه وإجراء عملية التعقيم بفترة قصيرة وذلك عن طريق تمرير غاز الأوزون المتبقي بعد التعقيم فوق حفاز ليرجعه إلى أكسجين. أما مساوئ استخدام الأوزون تكمن في تفاعلاته العالية وسميته، وقد حدد المعهد الوطني للسلامة والصحة المهنية الجرعة الفورية المهددة للصحة والحياة بمقدار 5 جزء بالمليون، وهي أقل بـ160 مرة من الجرعة الخطرة على الصحة والحياة الخاصة بغاز أكسيد الايثيلين المقدرة بـ800 جزء بالمليون.
أدناه البيانات الموثقة حول الجرعات المهدد للحياة فوريا حسب منظمات مختلفة:
حدد المعهد الوطني للسلامة والصحة المهنية (NIOSH : ( 3/1/95 .أما إدارة السلامة والصحة المهنية (أوشا) OSHA فقد حددت حد التعرض المسموح به PEL: 0.1 جزء من مليون لمدة ثمان ساعات وبمعدل كتلة (29 CFR 1910.1000 table Z-1). و قد أعد المركز الكندي للسلامة والصحة المهنية ملخص ممتاز للآثار الصحية الناجمة عن التعرض لغاز الأوزون. يلجأ المصنعين الذين يستخدمون غاز الأوزون المعقم إلى العديد من خواص السلامة في منتجاتهم وتحطي الحذر بإبقاء تراكيزه ضمن المسموح به.

### الغلوترالدهيد و الفورمالدهيد
محاليل الغلوترالدهيد و الفورمالدهيد (محاليل محنطة) هي أيضا محاليل معقمة موافق عليها بشرط أن تكون مدة التعرض طويلة بما فيه الكفاية. قتل الأبواغ يمكن أن يستغرق 22 ساعة باستخدام الغلوترالدهيد أو أطول باستخدام الفورمالدهيد كما ان وجود جزيئات صلبة ممكن أن يزيد المدة المستغرقة للحصول على النتيجة المطلوبة لذلك فإن تعقيم الكتل النسيجية ممكن أن يستغرق وقت أطول و ذلك بسببالوقت المستغرق للمثبات للاختراق.
من خواصهم أيضا السمية عن طريق الاستنشاق أو ملامسة الجلد وهما أيضا غازات متطايرة. و للغلوترالدهيد فترة صلاحية ( :( shelf lifeقصيرة أقل من اسبوعين، وفترة الصلاحية تعني:وهي الفترة الزمنية للسلعة التي تبقى فيها السلعة مخزنة بدون ان تصبح غير مؤهلة للإستخدام، للإستهلاك، أو للبيع، كما انه مرتفع الثمن. و لكن الفورمالدهيد أرخص ثمنا و له فترة صلاحية أطول إذا أضيف الميثانول لمنع التبلمر للبارافورمالدهيد، و لكنه أكثر تطايرا من غاز غلوترالدهيد. و يمكن استخدام الفورمالدهيد كمعقم غازي في هذه الحالة يحضر في موقع التعقيم عن طريق تحلل البارافورمالدهيد الصلب. و يمكن تعقيم الكثير من المطاعيم بالفورمالدهيد مثل مطعوم شلل الأطفال الأصلي.

### فوق أكسيد الهيدروجين H2O2
يمكن استخدام فوق أكسيد الهيدروجين كمادة معقمة سواء في الحالة السائلة أم الغازية VPH يعد فوق أكسيد الهيدروجين مادة مؤكسدة قوية تستطيع تدمير مجرى واسع من الممرضات يمكن استخدامه لتعقيم المواد الحساسة للحرارة أو التسخين مثل الناظور الطبي، يستخدم فوق أكسيد الهيدروجين في المجال الطبي بتراكيز عالية تترواح بين 35%إلى 90% . إن أعظم ميزة لفوق أكسيد الهيدروجين هي دورة العمل القصيرة مقارنة بأكسيد الايثيلين الذي تمتد مدة عمله إلى 10-15 ساعة في حين أن بعض منتجات فوق أكسيد الهيدروجين الحديثة تعطي مفعول خلال أقل من 28 دقيقة.
مساوئ استخدام فوق اكسيد الهيدروجين تشمل عدم ملائمة الاستخدام لجميع المواد و قوة الاختراق الضعيفة و له مخاطر صحية تؤثر على القائمين بعملية التعقيم. و لا يمكن استخدامه لتعقيم المواد التي تحتوي على سليولوز مثل الورق أو المواد المحتوية على نيلون لكي لا تصبح هشة.
قوة اختراق فوق أكسيد الهيدروجين ليست جيدة كأكسيد الايثيلين، و هناك قيود محددة لطول وقطر التجاويف التي يمكن تعقيمها ولكن يمكن اتباع تعليمات المصنّع للمادة المعقمة للحصول على درجة التعقيم الفعالة. إن فوق أكسيد الهيدروجين مادة مهيجة للجلد و ملامسته للجلد تؤدي إلى حدوث تقرحات و بقع مبيضة حسب مدة و تراكيز التعرض.حيث إنه سام و خطر بتراكيز عالية (اعلى من 10% ك/ ك) و لكنه غير سام بتراكيز مخففة وبخاره أيضا خطر على الصحة و يؤثر تحديدا على العيون و الجهاز التنفسي ولو لمدة تعرض قصيرة ولقد حدد المعهد الوطني للسلامة والصحة المهنية التراكيز المهدد فوريا للحياة و الصحة (IDLH) ب 75 جزء من مليون, و هو اقل من عشر التركيز الأعلى المسموح لأكسيد الايثيلين (800 جزء من مليون ) .
إن التعرض المطول لتراكيز قليلة ممكن أن يسبب تلف دائم للرئتين و بالتالي فقدد حددت إدارة السلامة والصحة المهنية أوشا OSHA حد التعرض المسموح به 1.00 جزء من مليون وقد تم حسابه استنادا إلى المتوسط الحسابي لكتلته عند استخدامه لمده ثمان ساعات متواصلة. إن مصنعي المعقمات يلجأون لتدابير وقائية عديدة لضمان سلامة استخدام منتجاتهم و قد تم تدوينها في قواعد بيانات استخدام الأجهزة بسهولة للمصنّع و المنشآت MAUDE الصادر عن إدارة الأغذية والأدوية, عند استخدام أي نوع من المعقمات الغازية مثل التهوية الجيد والضبط المستمر لمستويات الغاز والتدريب و الممارسات السليمة أثناء العمل.
أما غاز فوق أكسيد الهيدروحين فيستخدم لتعقيم المناطق المغلقة الواسعة مثل الغرف أو التجهيزات الداخلية للطائرات.

### حمض البييروكسي أستيك
و قد وافقت إدارة الغذاء و الدواء على استخدامه كمعقم للأجهزة الطبية مثل المنظار بتركيز 0.2% .

#### إمكانية التعقيم الكيماوي للبريونات
البريونات هي أجسام مقاومة للتعقيم الكيماوي بدرجة عالية . و كانت نتيجة استخدام المعقمات مثل الفورمالدهيد زيادة مقاومتها للتعقيم .
تم استخدامه فوق أكسيد الهيدروجين 3% لمدة ساعة و لكن لم يعط نتيجة مجدية (أقل من ثلاث درجات لوغاريثمية 10-3 (أي 1/1000 ) نقصان في الملوثات ) . اما اليود و الفورمالدهيد و الغلوتارالدهيد وحمض البيروكسي استيك فقد فشلوا أيضا في الاختبار (دام لساعة واحدة) . أما الكلور والمركبات الفينولية و غوانيديوم ثيوسيانيت وهيدوكسيد الصوديوم فقد نجحث في إنقاص كمية البريونات بمعدل 4 درجات لوغاريثمية (نقصان 1/10.000 ) , ولكن الكلور( مادة آكالة لبعض المواد) و هيدروكسيد الصوديوم هما الأكثر ملائمة لقتل البريونات و قد أثبتت العديد من الدراسات فعالية هيدروكسيد الصوديوم.

## التعقيم الاشعاعي
ويمكن إجراء التعقيم باستخدام الأشعة الكهرومغناطيسية مثل أشعة فوق البنفسجية وأشعة اكس وأشعة غاما . أو التشعيع بضربها (صدمها) بجسيمات دون ذرية مثل الإلكترونات السريعة و حزم الالكترونات أو النيوترونات. عن الأشعة الكهرومغناطيسة والأسعة الجسيمية يمكن تصنيفها في خانتين حسب طاقتها اولهما: إشعاع مؤين (له طاقة عالية تمكن من تأيين المكربات و الذرات ) أو إشعاع غير مؤين ليست له القدرة على تأيين الذرات .

### التعقيم بالإشعاع غير المؤين
يمكن استخدام الأشعة فوق البنفسجية ( من مصباح مبيد الجرائيم ) لتعقيم الأسطح وبعض الأجسام النفاذة للضوء. ولكن العديد من الاجسام النفاذة للضوء تستطيع امتصاص الأشعة فوق البنفسجية . و تستخدم هذه الطريقة لتعقيم حجرات أمان اختبارات الميكروبات الدقيقة و لكنه غير فعال لتعقيم المناطق الغير معرضة خاصة لو كانت مغطاة بالأوساخ (التي قد تتبلور بعد التعرض الطويل للأشعة فتصبح صعبة الزوال ) و أيضا تفسد هذه الطريقة بعض أنواع البلاستيك مثل البوليستيرين حيث يكوَن رغوة بعد التعرض للأشعة فوق البنفسجية لمدة مطوّلة.

### التعقيم بالإشعاع المؤين

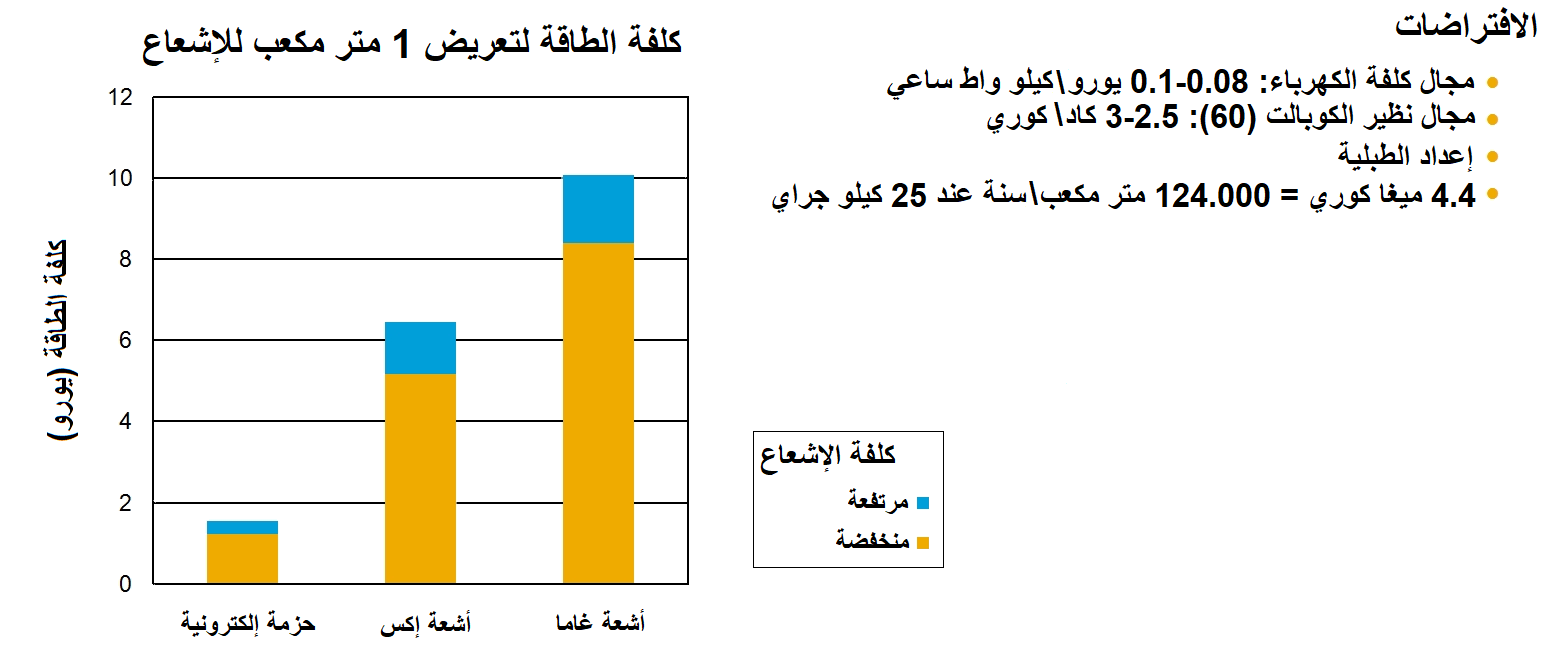
رسم بياني يوضح تكلفة تقنيات إشعاع مختلفة : الأشعة المهبطية, و أشعة اكس, و بأشعة غاما.

يتم ضبط سلامة المنشأت التي تستخدم الإشعاع من خلال الوكالة الدولية للطاقة الذرية ويتم رصد هذه البيانات من قبل اللجان الوطنية التنظيمية النووية . وتقوم الوكالة الدولية بتتبع ما تم تسجيله من حوادث التي حدثت في الماضي من قبل الهيئات الذرية الوطنية، ويتم تحليلها لتحديد السبب الرئيس وإمكانيات تحسينها . و يتم إجراء التحسينات و توكيلها لتحديث المنشآلات الحالية و المستقبلية.
يعد إشعاع غاما نفاذ للغاية هو شائع الاستخدام لتعقيم الأدوات الطبية الأحادية الاستخدام مثل الإبر و الحقن و الأقنية و الأطقم الوريدية و الطعام . يتم تطبيق الإشعاع بأشعة غاما باستخدام نظير مشع مثل كوبالت- 60 أو سيزيوم-137 .
إن استخدام نظير مشع يتطلب استخدام كابين معزول أو وعاء خاص من الرصاص يحجب الأشعة عن العاملين القائمين بعملية التعقيم؛ حتى لا يتعرضوا للأشعة . في معظم الأنظمة يتم اخفاض النظير المشع في بركة مليئة بالماء تقوم بامتصاص الإشعاع و تسمح بدخول العمال إلى ترس الإشعاع يتم إدخال ما يراد تعقيمه إلى داخل البركة باتجاه مصدر الإشعاع بالتالي لا حاجة لترس وقاية في مثل هذه الانظمة . من الأنظمة غير الشائعة المستخدمة أيضا استخدام التخزين الجاف من وراء حواجز واقية سميكة متحركة تقلل مستويات الإشعاع في هذه الحجرات . و لقد حدثت حادثة في ديكاتور جورجيا حيث حدث تسرب لعنصر السيزيوم المشع الذائب في الماء و تطلب ذلك تدخل اللجنة التنظيمية النووية  بالتالي تم توقيف استخدام هذا النظير المشع واستبداله بعنصر الكوبالت-60 (لا يذوب في الماء) ولكن تكلفته عالية نسبيا مقارنة بالسيزيوم-137؛ إن أشعة غاما من الكوبلت-60 لها ضعف الطاقة وبالتالي لها قوة اختراق أعلى مقارنة بأشعة السيزيوم-137.
يمكن استخدام الأشعة المهبطية (أحزمة الإلكترونات) أيضا للتعقيم وتستخدم نظام تشغيل- توقيف وتعطي معدل جرعات أعلى من أشعة غاما وأشعة اكس ، بالتالي تحتاج لفترات تعريض أقصر ولا يحدث فساد للبوليمرات . أما محددات هذه الطريقة فهي نقص القدرة الاختراقية مقارنة بأشعة غاما أو أشعة اكس، أي أن تعقيمها يكون سطحيا . و تعتمد المنشآت على حواجز واقية خرسانية أو كبائن خراسانية لحماية العاملين و البيئة من التعرض للإشعاع (لا يدخل العاملين في تلك الكبائن المحصنة، ويعملون من خارجها فقط.
إن استخدام أشعة أكس أو غاما أو الإشعاع الكهرومغناطيسي (عدا الجسمية ) لا يجعل المادة مشعة و لكن استخدام الأشعة الجسمية يجعلها مشعة، و ذلك اعتمادا على نوع المادة و نوع الجسيمات و طاقتها: حيث ان النيوترونات مثلا لها طاقة عالية وشديدة النفاذية يمكن أن تجعل المواد مشعة و لها أيضا قوة اختراق عالية؛ في حين ان الجسيمات ذات الطاقة الأقل لا تستطيع جعل المواد مشعة و لها قوة اختراق أقل.
(في بعض الأحيان قد يكون استخدام أشعة غاما يؤثر على خواص المادة ) .
و يستخدم هذا النوع من الإشعاع في الخدمات البريدية للولايات المتحدة لتعقيم البريد في العاصمة واشنطن (قطاع كولومبيا ) و لتعقيم بعض الأطعمة (البهارات، اللحم المفروم ).
الجسيمات ما دون الذرية (كالإلكترونات والنيوترونات) ممكن أن تكون أكثر أو أقل اختراقا بحسب طاقتها و من الممكن انتاجها باستخدام نظير مشع ( الإلكترونات) أو جهازا لتوليدها اعتمادا على نوعها.

## التعقيم بالترشيح
يمكن تعقيم السوائل الحساسة للحرارة أو الكيماويات مثل المنتجات الدوائية عن طريق الترشيح الميكروني باستخدام المرشحات الغشائية . تستخدم هذه الطريقة كما أسلفنا للسوائل الدوائية الحساسة للحرارة والبروتينات . و يستخدم مرشح ميكروني بقياس مسام 0.2 ميكرون للتخلص من الميكروبات الدقيقة  بكفاءة عالية. وفي صناعة المنتجات الدوائية الحيوية (المستخلصة أو شبه مصنعة من مصادر حيوية) يتم التخلص من البكتيريا و الفيروسات عن طريق مرشحات نانوية قياس المسام (20-50 ن) و لا يمكن استخدام قياس أصغر لأنه ذلك سيعيق عملية تدفق السوائل و من الاجراءات التي يتم اتباعها لزيادة التدفق ومنع انسداد المسام عملية الترشيح الأولي للتخلص من العوالق الأكبر حجما .
المرشحات الغشائية تصنع من مواد عدة مثل ايسترات السليولوز أو متعددات السلفون . و قد تكون معدات الفلترة مجهزة كوحدات معقمة تعقيم أولي أحادية الاستخدام في عبوات محكمة الإغلاق أو قد يكون على المستخدم تعقيمها داخل موصدة بدرجة حرارة لا تدمر المرشحات الغشائية الهشة .
للتأكد من صحة عمل المرشحات يتم اختبار تماسك المرشحات ما بعد الاستخدام وأحيانا قبل الاستخدام. إن الاختبار غير الإتلافي لتماسك المرشحات يستخدم لفحص سلامة المرشحات، وهو متطلب تنظيمي. عادةُ يتم إجراء تعقيم نهائي بالترشيح للمواد الصيدلانية داخل غرف نظيفة لمنع حصول تلوث .

## حماية المواد المعقمة

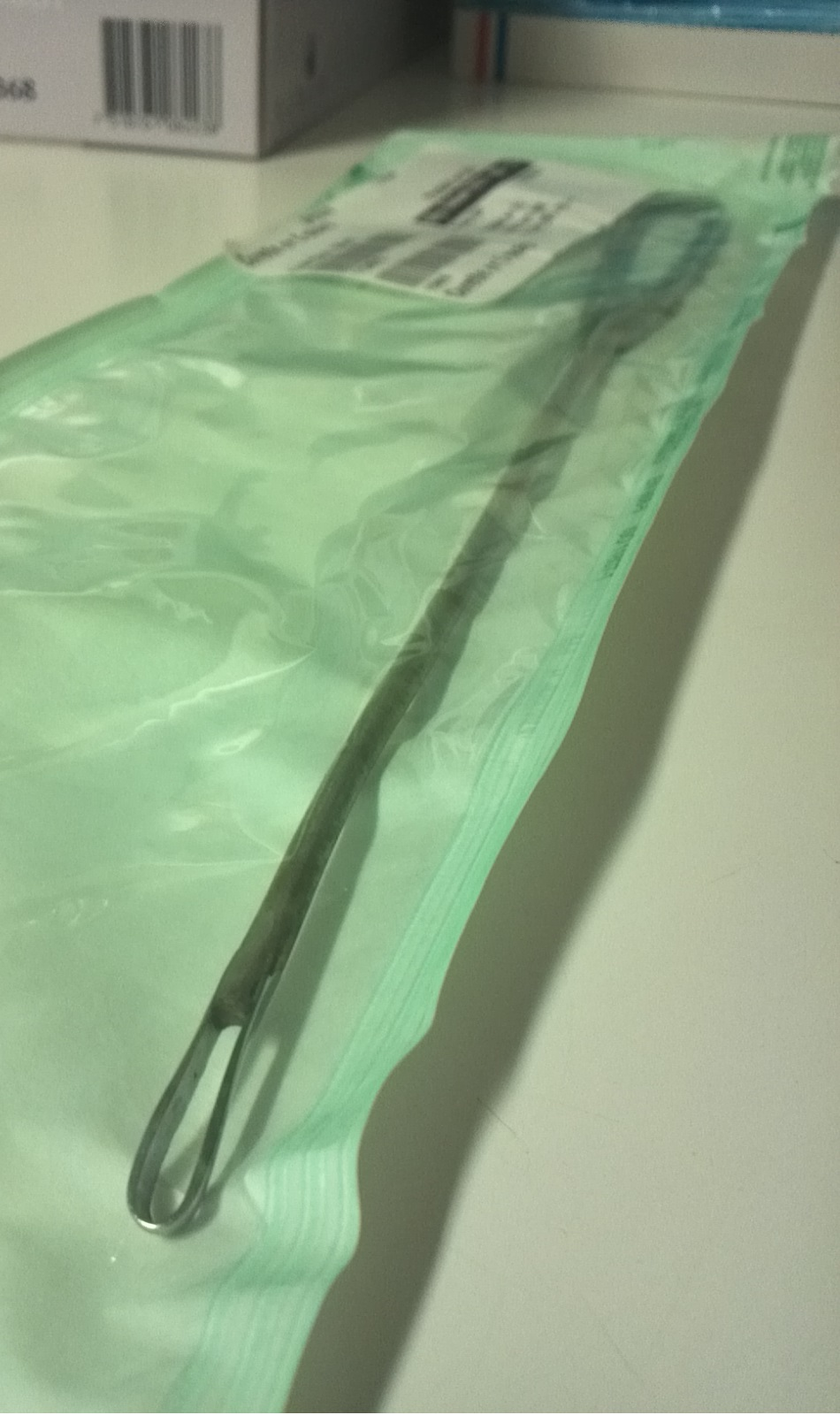
أداة جراحية معقمة ومحفوظة حتى الاستخدام.

يتم الحفاظ على الآلات التي تم تعقيمها بنفس ظروف التعقيم عن طريق حفظها داخل رزم محكمة الإغلاق إلى حين استخدامها.
تقنية التطهير هي عملية حفظ التعقيم أثناء مراحل التصنيع.

## أنواع المطهرات الكيميائية
يرتب العلماء المطهرات الكيميائية حسب مدة التأثير:
- مطهّرات ذات تأثير قصير: محاليل مؤكْسِدة؛ كالماء الأوكسجيني أو برمنجنات الـپوتاسيوم.
- ومطهّرات ذات تأثير ممتدّ: كالكحول (المركّز %80), وبعض المحاليل الصّيدلية كبيوسيدان وسيطاڤـلان وديرماسيد وميرْكْريل لوريلي.